# Buntlaufhühnchen
Das Buntlaufhühnchen (Turnix varius) ist ein  Vertreter aus der Ordnung der Regenpfeiferartigen. Erstbeschrieben wurde die Art von Latham unter dem wissenschaftlichen Namen Perdix varia (Protonym). Ein Synonym für die Art ist Turnix varia (Lapsus).

## Aussehen
Diese Vögel haben ein braunes mit vielen grauweißen Flecken versehenes Gefieder. Der Bauch ist braun, die Brust ist grau und mit schwarzweißen kleineren Federn versehen. Der Kopf ist grau, der leicht gebogene Schnabel ist schwarz. Die Flügel sind schwarz mit langen, dünnen, braunen Streifen versehen. Die Beine sind gelblich und mit Krallen versehen. Männchen und Weibchen sehen sich sehr ähnlich, wobei das Männchen etwas dunkler gefärbt ist vor allem am Rücken. Das Männchen wird bis zu 23 Zentimeter groß, das Weibchen ca. 17 Zentimeter. Das Gewicht beträgt 55 bis 95 Gramm.

## Verbreitung

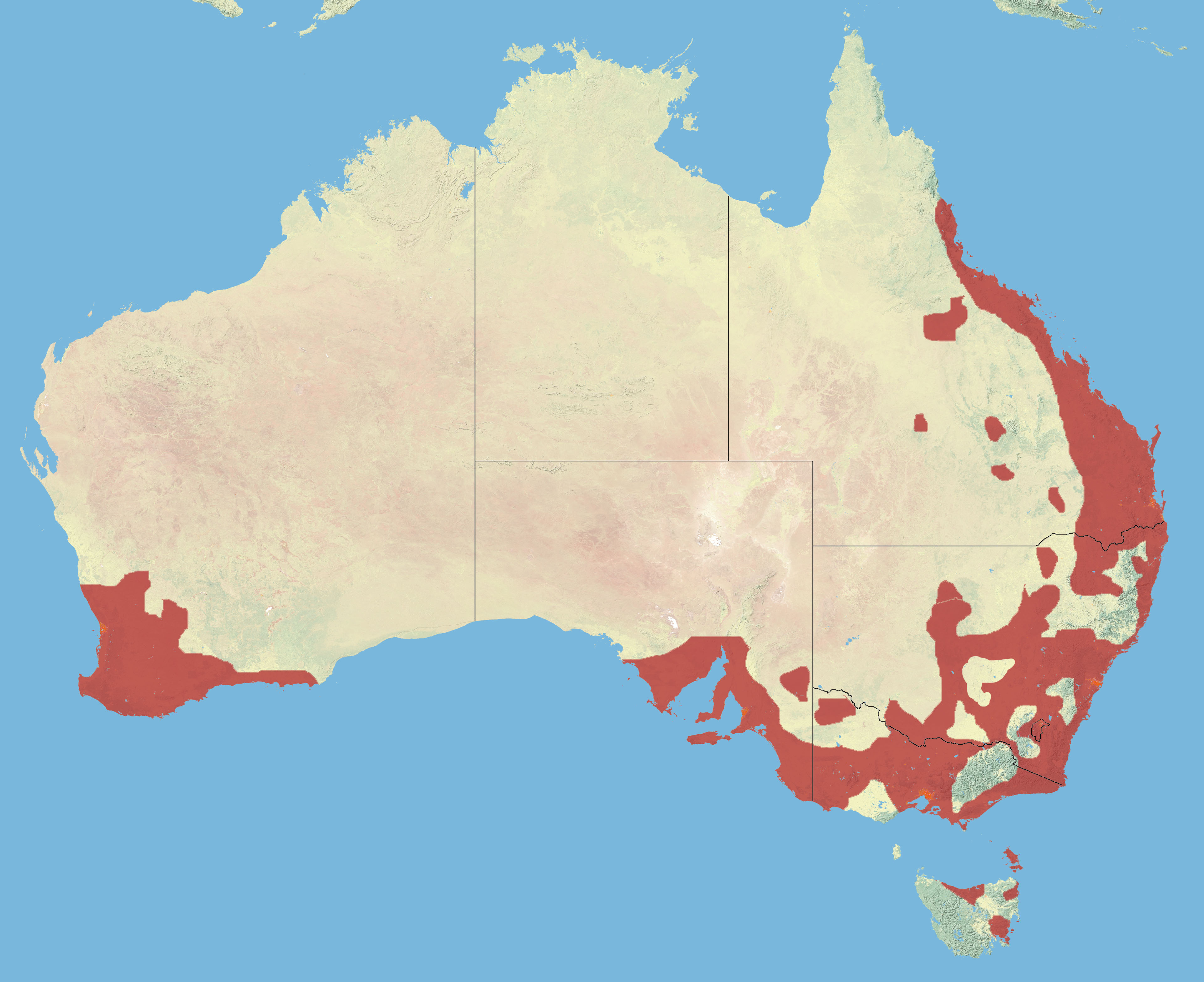
Verbreitungskarte des Buntlaufhühnchens

Diese Art kommt in Südwest-, Südost-, Ostaustralien, Queensland, der Insel Tasmanien und Neukaledonien vor. Es bewohnt die dortigen küstennahen Eukalyptuswälder und Graslandschaften. Kommt aber auch im Buschwerk und bewaldeten Felsgebieten vor.

## Lebensweise
Das Buntlaufhühnchen ernährt sich von Samen, Pflanzentrieben, Insekten und anderen Wirbellosen, die es mit Hilfe seiner Füße aus dem Boden scharrt. In der Brutzeit lassen die Weibchen einen dumpfen Ruf ertönen. Obwohl sie fliegen können, verbringen sie die meiste Zeit am Boden. Sie sind Standvögel.

## Fortpflanzung

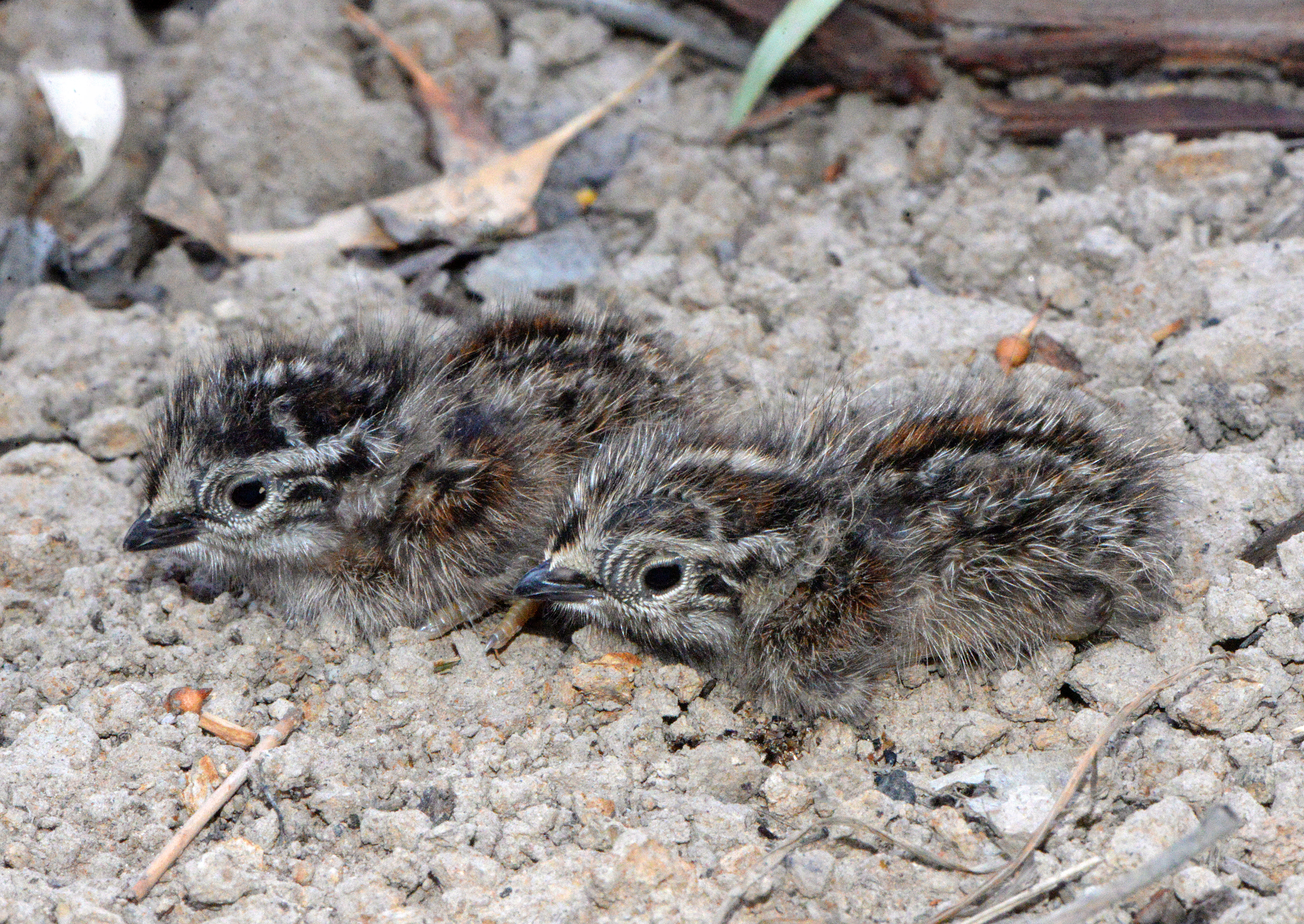
Junge Buntlaufhühnchen

Diese Art hat bei der Fortpflanzung eine vertauschte Geschlechterrolle in der Vogelwelt. Das Weibchen ruft das Männchen mit einer tiefen, dumpfen Stimme herbei, um sich zu paaren. Die Fortpflanzungsperiode dieser Art reicht meist von September bis März, kann aber auch in andere Monate fallen. Das Männchen hebt eine Erdmulde neben Sträuchern oder Grashalmen aus. Diese Mulde polstert es mit trockenem Laub oder Grasstängeln aus. Das Weibchen hilft dem Männchen dabei nur manchmal ein wenig. In das Nest werden 4 weiße Eier mit hellbraunen, roten, violetten und grauen Flecken gelegt. Danach verlässt das Weibchen das Männchen und überlässt ihm das Brutgeschäft. Nach 14–15 Tagen schlüpfen die Jungen und werden vom Männchen versorgt. Im Alter von 4–6 Monaten werden die Jungen geschlechtsreif.

## Unterarten
Es werden zwei Unterarten anerkannt. Das wahrscheinlich ausgestorbene Neukaledonien-Laufhühnchen, früher Turnix varius novaecaledoniae, gilt aktuell als eigene Art Turnix novaecaledoniae.
- Turnix varius varius (Latham, 1801)
- Turnix varius scintillans (Gould, 1845)

## Gefährdung und Schutzmaßnahmen
Aufgrund ihrer weiten Verbreitung und weil für diese Art keine Gefährdungen bekannt sind, stuft die IUCN diese Art als ungefährdet (Least Concern) ein.